# バンカシ空港
バンカシ空港（バンカシくうこう、英語:Bancasi Airport）は、フィリピンミンダナオ島北アグサン州ブトゥアン市にある主要比国内線空港とされる第1種空港である。

## 就航航空会社と就航都市

### 国内線
| 航空会社             | 就航地                                                           |
| -------------------- | ---------------------------------------------------------------- |
| PAL エクスプレス     | ニノイ・アキノ国際空港（マニラ）、マクタン・セブ国際空港（セブ） |
| セブパシフィック航空 | ニノイ・アキノ国際空港（マニラ）、マクタン・セブ国際空港（セブ） |
| セブゴー             | ニノイ・アキノ国際空港（マニラ）                                 |

## 空港内売店・食堂
- Happy Trip Fastfood
- 9'ners Pasalubong Fastfood
- Pilot Lounge
- Bon Voyage Fast Food and Restaurant

## 接続交通機関
バス会社Bachelor Expressの本社が本空港と同じブトゥアン市にあり、他方面への接続が便利である。海路では、外港ナシピットを利用できる。ミンダナオ最大アグサン川の河川交通は発達していない。

## 過去の事故
2007年10月26日、PAL機がオーヴァーラン、19名負傷。

## 2008年統計
統計はStatistics from the Air Transportation Officeより。
| 利用者数 | 発着数 | 貨物取扱量 |
| -------- | ------ | ---------- |
| 308,405  | 3,294  | 2,602      |